# Centre hospitalier de Wallonie picarde
 (avril 2015).
Riche du savoir-faire et de l’implication de 2.700 collaborateurs représentant près de 100 métiers différents, le CHwapi, Centre Hospitalier de Wallonie picarde, est le premier employeur du Tournaisis (Belgique). Il compte trois sites hospitaliers (IMC, Notre-Dame et l'Union), ainsi que deux centres de consultations, à Péruwelz et à Frasnes.

## Historique
2009 : le CHwapi est né de la volonté des Mutualités Chrétiennes et de Solidaris de créer une fusion suite au rapprochement progressif, trois ans plus tôt, des trois hôpitaux du Tournaisis .  
2023 : le CHwapi est devenu l'un des deux premiers hôpitaux européens à obtenir le plus haut niveau d'accréditation, le Diamant, décerné par Accréditation Canada. Cette distinction est la preuve d'une grande maîtrise et d'un haut niveau d'exigence dans l'application des pratiques sécuritaires et qualitatives . 

## Expertise
Le CHwapi est un hôpital général qui peut se targuer d’avoir développé l’excellence et l’expertise au sein de nombreuses disciplines médicales et chirurgicales. Il dispose, entre autres, d’une clinique du sein agréée, d’une clinique de la prévention, d’une clinique de l'endométriose , d’une clinique du stress , d’une clinique de l'obésité, d'une clinique des MICI  et d’une clinique de la douleur. 
Sur le plan de la chirurgie, l'hôpital se positionne pour devenir un Major Trauma Center, centre de référence régional pour la prise en charge de traumatisés graves. 

## Le nouvel hôpital unique
Actuellement déployées sur trois sites à Tournai, les activités hospitalières de l'institution seront regroupées, à l’horizon 2027, sur un site unique  qui s’intègrera dans le Pôle de Santé Intégré en Wallonie picarde. Ce nouvel hôpital sera situé dans le prolongement du site Union. Son entrée unique sera située du côté du Boulevard Lalaing, à Tournai. 
Derrière les bâtiments flambant neufs et modernes qui s’érigent actuellement sur un terrain de 65.000 m² en plein centre de Tournai, se profile une clinique d’excellence, d’enseignement, d’étude et de recherche.
Quelques chiffres : 
150.000 m² de superficie 
1.000 places dans un parking souterrain
un quartier opératoire moderne avec 21 salles 
1 bassin d’hydrothérapie 
1 centre de conférences
1 amphithéâtre extérieur intégré à un jardin.